# Magna steyr MILA
El Magna Steyr MILA es un prototipo de automóvil creado por la compañía Magna Steyr. Fue presentado en el salón del automóvil de Frankfurt en 2005. Las siglas MILA significan Magna Innovation Lightweight Auto.

## Características
Este automóvil funciona completamente a GNC. Puede llegar a los 200 km/h y pesa aproximadamente 850 kg. Posee un chasis de acero de alta resistencia. El motor es de 1.6 litros, con 4 cilindros en línea y turbo. Puede acelerar de 0 a 100 km/h(kilómetros por hora) en menos de 6,3 segundos.
El automóvil está construido de aluminio y fibra de carbono. Además, consume unos 5,6kg de GNC cada 100 kilómetros, lo cual equivale a 8 litros de gasolina.